# Мангутай (хан Синей Орды)
Мангутай (также Макудай, Мангытай, Мангитай, Мумгкия) — ак-ордынский хан.

## Биография
После смерти Коничи в правом улусе Орды вспыхнула жестокая междоусобная война. Она не только ослабила власть центра, но и фактически разделила улус на отдельные части, которые перестали подчиняться друг другу. В условиях политического хаоса борьба за трон между князьями левого крыла развернулась с особой ожесточённостью.
Источники упоминают нескольких ключевых претендентов на верховную власть. Среди них — Баян , старший сын и наследник Кончи; Кублук, сын Тимур-Буки из другой линии рода Ордаидов; Куштай, сын Кублука. Далее Мангута́й — младший, четвёртый сын Кончи
Противники Баяна, не желая признавать его власть, выдвинули альтернативную кандидатуру — его родного брата Мангутая. Таким образом, в период между 1308 и 1310 годами в Синей Орде сложилась

### Золотая Орда в Мировой истории
- Трепавлов В. В., коллективная работа. Золотая Орда в мировой истории. — Казань: АН РТ, Институт истории имени Ш.Марджани, 2016. — 968 с. — (Tartaria Magna). — ISBN 978-5-94981-229-7.
- Канат Ускенбай. Золотая Орда в мировой истории. — Казань: АН РТ, Институт истории имени Ш.Марджани, 2016. — 968 с. — (Tartaria Magna). — ISBN 978-5-94981-229-7.
- Роман Почекаев. Золотая Орда в мировой истории. — Казань: АН РТ, Институт истории имени Ш.Марджани, 2016. — 968 с. — (Tartaria Magna). — ISBN 978-5-94981-229-7.